# Список эпизодов телесериала «Миллиарды»
Список эпизодов американского телесериала «Миллиарды», созданного Брайаном Коппельманом, Дэвидом Левиным и Эндрю Россом Соркиным. Главные роли в сериале играют Пол Джаматти и Дэмиэн Льюис. Телесериал транслировался на канале Showtime с 17 января 2016 года по 27 октября 2023 года. Всего было выпущено семь сезонов.

## Обзор сезонов
| Сезон | Серии | Серии | Даты показа     | Даты показа     |
| Сезон | Серии | Серии | Первая серия    | Последняя серия |
| ----- | ----- | ----- | --------------- | --------------- |
| 1     | 12    | 12    | 17 января 2016  | 10 апреля 2016  |
| 2     | 12    | 12    | 19 февраля 2017 | 7 мая 2017      |
| 3     | 12    | 12    | 25 марта 2018   | 10 июня 2018    |
| 4     | 12    | 12    | 17 марта 2019   | 9 июня 2019     |
| 5     | 12    | 7     | 3 мая 2020      | 14 июня 2020    |
| 5     | 12    | 5     | 5 сентября 2021 | 3 октября 2021  |
| 6     | 12    | 12    | 23 января 2022  | 10 апреля 2022  |
| 7     | 12    | 12    | 13 августа 2023 | 29 октября 2023 |

## Список серий

### Сезон 1 (2016)
| № общий | № в сезоне | Название                                        | Режиссёр                | Автор сценария                                        | Дата премьеры   | Зрители в США (млн) |
| --- | ---------- | ----------------------------------------------- | ----------------------- | ----------------------------------------------------- | --------------- | ------------------- |
| 1 | 1          | «Пилот» «Pilot»                                 | Нил Бёргер              | Брайан Коппельман, Дэвид Левин и Эндрю Росс Соркин    | 17 января 2016  | 0,904               |
| Бобби "Акс" Аксельрод - владелец собственного хедж-фонда Axe Capital, демонстрирующего рекордные показатели прибыли. Общество уважает его за историю успеха (в ходе терактов 11 сентября из всей фирмы выжил только он) и благотворительную помощь семьям погибших коллег. Комиссия по ценным бумагам подозревает его в использовании инсайдерской информации, а прокурор Южного округа Нью-Йорка Чак Роадс решает, начать против Аксельрода расследование одержимый идеей собственной политической карьеры. Чаку нужна жертва из крупных финансовых кругов, чтобы показать, что для него неприкасаемых нет, а он верный слуга закона. К тому же супруга чиновника, Венди, работает психологом в AC, а отец имеет связи на финансовом рынке. В это время Аксельрод планирует купить дом за 63 млн. долларов, что может негативно повлиять на общественное мнение и решение Чака Роадса. Недовольный поведением коллеги, глава КЦБ Ари Пирос побуждает репортёра задать провокационный вопрос Роадсу по поводу неприкосновенности глав хедж-фондов. Акса посещает старый друг Дэн Марголис, но предприниматель по поведению догадывается о его сотрудничестве с ФБР. После этого он решает сдать главу другого хедж-фонда, Стивена Бёрча, слив прессе информацию о сомнительной сделке. На личной встрече Роадс и Аксельрод высказывают накопившиеся друг к другу претензии, но к компромиссу не приходят. Предприниматель решает всё-таки купить дом, и от своего источника узнаёт о возбуждении против него дела в ФБР. |            |                                                 |                         |                                                       |                 |                     |
| 2 | 2          | «Право на имя» «Naming Rights»                  | Нил Бёргер              | Брайан Коппельман и Дэвид Левин                       | 24 января 2016  | 0,950               |
| В Axe Capital начинаются учения на случай прихода надзорных органов, трейдерам поручено избавиться от белых пятен в отчётности и замести следы. Венди посещает уволенного сотрудника, и рассказывает ему о мстительности Аксельрода. Бобби решает оставить след в истории, дав своё имя концертному центру. |            |                                                 |                         |                                                       |                 |                     |
| 3 | 3          | «Ямтайм» «YumTime»                              | Скотт Хорнбахер         | Уилли Рил                                             | 31 января 2016  | 1,282               |
| В беседе со своим трейдером Аксельрод рекомендует готовиться к падению акций транспортной компании Cross-Co. Вскоре он скупает 4,9 % акций её основного клиента — производителя сладостей YumTime, декларируя желание перестроить компанию. В мемуарах жена погибшего коллеги Бобби рассказывает неприятные подробности о его сделках во время терактов, но Лара решает не допустить публикации. В ходе заседания совета директоров Акселю удаётся сменить руководство компании, в число которого входит любовница Чарльза-Роудса-старшего. Чак Роадс решает выйти на Акса через его знакомого и бывшего коллегу Пита Деккера. |            |                                                 |                         |                                                       |                 |                     |
| 4 | 4          | «Шорт-сквиз» «Short Squeeze»                    | Джеймс Фоули            | Янг Иль Ким                                           | 7 февраля 2016  | 0,851               |
| Аксельрод вместе с друзьями отправляет на концерт Metallica. Он решает сыграть на грядущем понижении акций Cross-Co, разорвав его контракт с YumTime, но Чарльз Роадс решает отомстить Бобби. Пит Декер рассказывает прокуратуре и КЦБ о методах работы AC. Пирос узнаёт об активности отца Роадса, чем решает воспользоваться в своих целях. Вернувшись с концерта, Бобби решает начать распродажу имеющихся у хедж-фонда акций, начав с отрасли телекоммуникаций. Майк Вагнер говорит ему, что это могут посчитать решением о закрытии бизнеса. |            |                                                 |                         |                                                       |                 |                     |
| 5 | 5          | «Хорошая жизнь» «The Good Life»                 | Нил Лабут               | Хайди Шрек                                            | 14 февраля 2016 | 1,010               |
| Бобби Аксельрод вместе со своей семьёй готовится отправиться в круиз на Галапагосы. До фондового рынка и генпрокуратуры доходят слухи о его решении уйти из бизнеса. Чак Роадс вместе с командой отправляется в Юту, чтобы найти компромат на трейдера Axe Capital Бобби Стернза. Венди приезжает домой к Бобби, где общается с ним с глазу на глаз, о чём узнаёт Чак. На третий день распродажи акций фондовый рынок падает из-за новостей о махинациях руководства телеком-компании Mundia Tel, Майк Вагнер осознаёт суть плана Аксельрода. В этот момент ФБР начинает обыски в Axe Capital. |            |                                                 |                         |                                                       |                 |                     |
| 6 | 6          | «Сделка» «The Deal»                             | Джеймс Фоули            | Уэс Джонс                                             | 21 февраля 2016 | 1,172               |
| Билл Стернз отказывается от какой-либо сделки с прокуратурой. Арест трейдера приводит к ссоре Венди и Чака. Адвокат Бобби и отец Чака предлагают им заключить мировое соглашение, они в итоге соглашаются. Аксельрод обязан выплатить 1,9 млрд. $ и деятельность Axe Capital будет сведена до масштабов семейного офиса. Однако Роадс начинает требовать признание вины, из-за чего Бобби рвёт чек с оплатой штрафа и отказывается от сделки. |            |                                                 |                         |                                                       |                 |                     |
| 7 | 7          | «Удар» «The Punch»                              | Стивен Джилленхол       | Брайан Коппельман и Дэвид Левин                       | 6 марта 2016    | 1,051               |
| Аксельрод избивает друга семьи, который пьяным был за рулём вместе с его детьми. В сети появляется отредактированное видео, способное нанести урон репутации предпринимателя. Пирос требует от Роадса отдать ему ведущую роль в расследовании. Лара решает приучить детей к борьбе за успех в этом мире. Чак начинает контролировать работу Коннерти с Донни Кааном. |            |                                                 |                         |                                                       |                 |                     |
| 8 | 8          | «Защита и атака» «Boasts and Rails»             | Джон Дал                | Уэс Джонс                                             | 13 марта 2016   | 1,093               |
| Коннерти требует от Донни за неделю достать улики, о чём узнаёт информатор Axe Capital Холл. Из-за форматирования дисков на рабочих компьютерах Аксельрод подозревает в стукачестве трёх трейдеров, среди которых и Каан. Однако он увольняет другого трейдера, которого подставляет Коннерти. Генпрокуратура получает и сливает в прессу не отредактированную версию мемуаров, разбивающую в пух и прах репутацию Аксельрода. Венди через хэдхантеров начинает тайно искать новую работу. В ходе ночной встречи Аксельрод указывает Каану установку для дальнейшей работы с прокуратурой. |            |                                                 |                         |                                                       |                 |                     |
| 9 | 9          | «Где, блин, Донни?» «Where the Fuck is Donnie?» | Сюзанна Уайт            | Питер К. Блейк                                        | 20 марта 2016   | 1,127               |
| У офиса Axe Capital начинаются митинги противников Аксельрода, нью-йоркские пожарные в отместку закрывают ресторан сестре Лары, её родственники предлагают развестись. Концертный центр отказывается брать себе имя миллиардера, тот требует вернуть потраченные средства. Каан, имея при себе прослушку, консультируется с Аксельродом по сделке, но ключевые детали не записываются. Роадс начинает искать компромат на судью Уилкокса. Донни Каан совершает сделку, после чего пропадает. Он отправляется к духовному гуру в Кливленд, после чего возвращается в прокуратуру. В ходе дачи показаний он падает в обморок. |            |                                                 |                         |                                                       |                 |                     |
| 10 | 10         | «Качество жизни» «Quality of Life»              | Карин Кусама            | Уилли Рил                                             | 27 марта 2016   | 1,103               |
| Чак Роадс считает, что Аксельрод намеренно сливал данные через умирающего друга, который в суде уже не выступит. Во флэшбеке Донни рассказывает начальнику о смертельной стадии рака поджелудочной железы, тот предлагает оставить семье 40 млн. долл. в обмен на помощь в важном деле. Донни Каан умирает, на его похороны приходит и Роадс. Ушедшие из Axe Capital сотрудники создают собственный фонд "Ионосфера", который начинает переманивать клиентов и конкурировать с прародителем. Судья Уитт Уилкокс отказывает прокуратуре в начале процесса против Стернза, заявляя о личных мотивах ведомства. После неудачных попыток отвадить инвесторов от "Ионосферы" Бобби решает развалить конкурента изнутри через Бобби Стернза. Роадс находит серьёзный компромат на судью (отправлял низшие слои общества в частную тюрьму, акционером которой и являлся) и заставляет его подать в отставку, но на прощальном вечере Уилкокса с подачи Роадса арестовывают. Наводка Стернза ставит "Ионосферу" на грань закрытия, но Аксельрод предлагает спасти их на жёстких условиях. Во флэшбеке врач предлагает Аксельроду дать Донни жёсткий курс лечения для продления жизни на несколько месяцев, но миллиардер отказывается — не желая ухудшать качество жизни друга. |            |                                                 |                         |                                                       |                 |                     |
| 11 | 11         | «Магическое мышление» «Magical Thinking»        | Анна Боден и Райан Флек | Сюжет: Уэс Джонс и Хайди Шрек Телесценарий: Уэс Джонс | 3 апреля 2016   | 1,080               |
| Вопреки прогнозам аналитиков Бобби ставит на рост бумаг фармкомпании, однако по итогу теряет 430 млн. Роадс предлагает другу из прокуратуры ускоренную процедуру прохождения в судейском комитете Сената для назначения федеральным судьёй в обмен на будущую поддержку и выбор правильного преемника. Венди проводит психологический сеанс с Аксельродом. Увидев Бобби и Венди и их уровень доверия, Чак отправляется в БДСМ-клуб, где замечает за собой слежку. Вернувшись домой, он обнаруживает в ноутбуке жены заметки по итогам встречи, где Аксельрод признаётся в противоправных действиях. |            |                                                 |                         |                                                       |                 |                     |
| 12 | 12         | «Разговор» «The Conversation»                   | Майкл Куэста            | Брайан Коппельман и Дэвид Левин                       | 10 апреля 2016  | 1,013               |
| Бобби Аксельрод дарит Венди автомобиль, а также начинает поиск нового капитала для фонда. С тайной подачи Чака Роадса прокуратура начинает разрабатывать дачу взяток и воспрепятствование правосудию Аксельродом для защиты своего менеджера. Бобби рассматривает варианты покинуть США всей семьёй. Глава нью-йоркского профсоюза полицейских сообщает миллиардеру о готовящемся деле. После этого Аксельрод обвиняет Венди в предательстве и обещает опубликовать компромат о её прошлой работе в БДСМ и интимные снимки с собой. После ссоры Венди выгоняет Чака из дома, тот закрывает дело. Брайан соглашается стать адвокатом Axe Capital. В офисе Axe Capital Венди доказывает свою невиновность Бобби, после чего увольняется. Чак начинает выходить на след Холла в прокуратуре. Источник сообщает Бобби о жучках генпрокуратуры в офисе, но новость оказывается ложной. Роадс лично отдаёт Аксельроду разорванный им чек как символ лучшей сделки, которую ему уже не предложат. |            |                                                 |                         |                                                       |                 |                     |

### Сезон 2 (2017)
| № общий | № в сезоне | Название                                       | Режиссёр                | Автор сценария                                                                                          | Дата премьеры   | Зрители в США (млн) |
| --- | ---------- | ---------------------------------------------- | ----------------------- | --- | --------------- | ------------------- |
| 13 | 1          | «Управление рисками» «Risk Management»         | Рид Морано              | Брайан Коппельман и Дэвид Левин                                                                         | 19 февраля 2017 | 0,753               |
| За три дня до описываемых событий Бобби Аксельрод встречается со своим главным юристом, Оррином Бахом, ночью на ипподроме, желая рассказать о способе победить Роадса. Венди проходит собеседования в других хэдж-фондах, глава одного из них, Тод Кракоу, пытается узнать содержимое её бесед с бывшим работодателем. Axe Capital ещё больше усиливает меры безопасности и начинает поиск новых инвестиционных идей. Деятельностью Чака Роадса заинтересовалась генеральная прокуратура, приславшая к нему с проверкой Оливера Дейка. Тот выясняет, что Аксельрод перевёл Венди 5 млн. долл. в день закрытия Чаком дела против Axe Capital. За три дня до этого Аксельрод решает подать против Роадса групповой иск от 127 заявителей - всех, кого тот успел обидеть за свою карьеру. Генпрокуратура просит Роадса приехать к ним в Вашингтон. Дейк встречается с Коннерти, который, как оказалось, и сообщил генпрокуратуре о возможных нарушениях Роадсом закона. |            |                                                |                         | |                 |                     |
| 14 | 2          | «Отскок дохлой кошки» «Dead Cat Bounce»        | Райан Флек и Анна Боден | Уэс Джонс                                                                                               | 26 февраля 2017 | 0,512               |
| На инвестиционной встрече Аксельрод конфликтует с главой "Cracow Capital", Тодом Кракоу, после чего решает ему отомстить. Интерн Тейлор Мэйсон по косвенным признаком обнаруживает фиктивную отчётность в технологической компании Anata-Tek, объекте тайных инвестиций Кракоу, после чего Axe Capital начинает распродавать акции и нагнетать информационный фон через Twitter Аксельрода. Дейк предлагает Бобби в обмен на иммунитет признаться в даче пятимиллионной взятки Роадсу через Венди. В фонде появляется новый психолог Гас Густаферсон со своими методами работы. Тод после 50% обвала акций Anata-Tek звонит Аксельроду и хвалит за интересный приём, обещая дать сдачу. Бобби предлагает Тейлор двойной оклад аналитика ($ 750 тыс. ), но ей не нравится атмосфера в фонде и в итоге она соглашается работать тут на собственных условиях. Перед поездкой в Вашингтон Роадс решает начать дело против крупного фонда Spartan-Ives, чьё руководство дружит с генеральным прокурором, благодаря чему в ближайшие два месяца его не смогут уволить из-за конфликта интересов. Глава фонда Лоуренс Бойд обращается за помощью к Аксельроду, и тот соглашается помочь в борьбе с Роадсом.                                |            |                                                |                         | |                 |                     |
| 15 | 3          | «Оптимальная игра» «Optimal Play»              | Алекс Гибни             | Уилли Рил                                                                                               | 5 марта 2017    | 0,851               |
| Сотрудники КПЦБ находят единственную зацепку по Spartan-Ives: бортпроводница с личного самолёта Бойда сумела заработать на акциях компании за несколько часов до её слияния. Бобби Аксельрод берёт Тейлор, имеющую сложное историю отношения с играми, для участия в благотворительном покерном турнире "Кубок Альфа". Туда же приходит Тод и Венди, выступившая в роли его тренера. Для аренды жилья Роадс вынужден заложить первое издание книги Уинстона Черчилля "Вторая мировая война". Аксельрод рассказывает жене, что считает судебное дело Spartan-Ives пушечным мясом при подготовке к своим процессам. В финале турнира Кракоу проигрывает Тейлор один млн. долл из-за неспособности "просчитать" её. НФЛ из-за общественного мнения не особо стремится одобрить покупку Бобби команды, он решает увеличить цену сделки. Лара решает организовать свой бизнес в сфере медицины. Бортпроводнице удаётся заснять, как Бойд занимается сексом с женой технического директора фонда Тома МакКиннона, который после увиденного готов достать компрометирующие материалы. Аксельрод тайно выкупает заложенные Роадсом книги, поручив выкупить и другие её оригинальные издания.                                                |            |                                                |                         | |                 |                     |
| 16 | 4          | «Присяга» «The Oath»                           | Ноа Эммерих             | Адам Р. Перлман                                                                                         | 12 марта 2017   | 0,981               |
| Венди поручают изучить психическое состояние астронавта для полёта на Марс. Технический директор так и не смог найти компромат на Spartan-Ives. Роадс-старший тайно ведёт слежку за федеральными чиновниками, планируя распространить её на окружение Аксельрода, тайно передав сыну запись беседы Дейка и Коннерти. Бобби встречается с Сэнфордом Бенсинджером, организовавшем благотворительную программу для предпринимателей "Обет", для обсуждения своих пожертвований в неё. Роадс договаривается с Бойлом при помощи отца о компромиссе: фонд отдаёт под суд двух средних менеджеров, благодаря чему Роадсу уже не грозит увольнение. Племянник старого друга Бобби, Марко, предлагает выкупить долги города Сэндикота в ожидании получения им игровой лицензии на постройку казино. Лара начинает жёсткую борьбу с конкурентами. Роадс поручает своим сотрудникам следить за незаконными действиями Spartan-Ives. Во время перерыва в досудебной даче показаний Бенсинджер звонит Аксельроду, и, после обвинений в обмане, сообщает об отказе НФЛ дозволить иметь команду такому барону-разбойнику, как он. После этого Бобби на даче показаний заявляет о финансовых потерях в виде команды, полученных из-за Чака Роадса. |            |                                                |                         | |                 |                     |
| 17 | 5          | «Валюта» «Currency»                            | Стеф Грин               | Брайан Чемберлейн                                                                                       | 19 марта 2017   | 0,857               |
| Axe Capital грозит убыточный квартал, и за 3 дня трейдеры должны избежать этого. Аксельрод получает инсайдерскую информацию о возможной девальвации нигерийского фунта, которую сделать более реальной смогут усилия нескольких хедж-фондов. Он обращается за помощью к главам хедж-фондов Бёрчу, Кракоу и Малверну и получает их согласие. Майк Вагнер неожиданно пропадает. Акс увольняет директора по персоналу Стеф Рид. Маккинону удаётся записать признание Бойда в махинациях с казначейскими обязательствами. Бёрч сливает банкам данные о планах Axe Capital, сумев просчитать роль Бобби в уничтожении своего бизнеса. Аксельрод вместе с Бойдом участвует в телепрограмме, в которой последний рассказывает о конкретных причинах для падения фунта. Перед началом эфира Бобби узнаёт о грядущем аресте Бойда, но сообщает ему об этом только после телеэфира. |            |                                                |                         | |                 |                     |
| 18 | 6          | «Индийская четвёрка» «Indian Four»             | Адам Аркин              | Элис О’Нил                                                                                              | 26 марта 2017   | 0,922               |
| По просьбе девелопера Дональда Тэйлора Акс едет в Сэндикот для переговоров о выкупе крупного земельного участка. Бойд соглашается выплатить 60 млн. долл. штрафа, признать вину и получить пять лет условно, что Роадс в итоге принимает после согласования с генпрокуратурой. Бобби договаривается с Вэнди о возвращении в Axe Capital в обмен на отзыв исков против Чака. Сотрудник прокуратуры Лони даёт показания об участии Роадса в деле против Аксельрода после самоотвода, но сама проверка неожиданно прекращается. Чак Роадс-старший, узнав об активности Axe capital в Сэндикоте, с помощью старого друга добивается переноса казино в Кингсфорд. |            |                                                |                         | |                 |                     |
| 19 | 7          | «Круг почёта» «Victory Lap»                    | Джон Синглтон           | Брайан Чемберлейн, Дэвид Левин и Элис О’Нил                                                             | 2 апреля 2017   | 0,903               |
| Axe Capital решает вопрос о муниципальных долгах Сэндикота. Вэнди проводит ночь со своим бывшим клиентом. Бобби пытается выяснить причину провала в Сэндикоте и в итоге выходит на след Джека Фолли. После беседы с Ларой Аксельрод поручает начать взыск долга с Сэндикота. Фолли просит Чака Роадса оказать ему услугу, которую он так и не выполнил. |            |                                                |                         | |                 |                     |
| 20 | 8          | «Влиятельное лицо» «The Kingmaker»             | Оливер Хиршбигель       | Адам Р. Перлман                                                                                         | 9 апреля 2017   | 1,029               |
| Аксельрод поручает найти слабое место Джека Фоли, предпринимателя и влиятельнейшего человека во всём штате Нью-Йорк. Майк Вагнер принимает участие в поисках нового брокера для Axe Capital. Чаку удаётся выбить из губернаторских праймериз Боба Суини, на которого делал ставку Фоли. С подачи Гаса Коннерти выходит на Стеф Рид, готовую в случае официального следствия пролить свет на деятельность фонда, но Роадс пока не готов к этому. С помощью бывшего сотрудника Axe Capital Дэна Маргулиса Бобби узнаёт о связях Фоли и Роадсов, которых начинает считать инициаторами инцидента в Сэндикот. |            |                                                |                         | |                 |                     |
| 21 | 9          | «Так проходит контроль» «Sic Transit Imperium» | Колин Бакси             | Уэс Джонс                                                                                               | 16 апреля 2017  | 0,847               |
| Бобби просит аналитиков составить отчёт с разъяснением причины для продажи акций Clacson auto group, справившуюся с этим Тейлор делают главой аналитического подразделения. Вэнди рассказывает Ларе о своих отношениях с Аксельродом. Билл Стернз сводит Бобби с Виктором Матео, имеющим инсайдерскую информацию о проблемах в Clacson. Чак обнаруживает, что Бобби выкупил заложенные им книги. Роадс-Старший решил вложиться в акции компании Ice Juice, совладельцем которой является юрист Чака Айра Ширмер, и получает согласие распечатать слепой траст сына. |            |                                                |                         | |                 |                     |
| 22 | 10         | «С тобой или без тебя» «With or Without You»   | Эд Бьянчи               | Уилли Рил                                                                                               | 23 апреля 2017  | 0,912               |
| 23 | 11         | «Время золотой лягушки» «Golden Frog Time»     | Карин Кусама            | Сюжет: Брайан Коппельман, Дэвид Левин и Брайан Чемберлейн Телесценарий: Брайан Коппельман и Дэвид Левин | 30 апреля 2017  | 0,974               |
| Флэшбек показывает события двухнедельной давности: Лоренс Бойд рассказывает Аксу об близости Роадса-старшего к готовящейся к IPO компании Ice Juice, инвестором которой может оказаться и его сын. Пирос даёт прокуратуре данные о подозрительной активности Axe Capital с акциями. Цена акций с начала торгов растёт с 18 до 30 долл благодаря покупке Роадсом-старшим новых акций Аксельрод обваливает их через распродажу и организацию саботажа: в СМИ попадает информация о единичных случаях отравления соком. Биржа приостанавливает торги, к концу дня акции стоят 3,89 долл.. Роадс-старший потратил на акции весь траст, только Вэнди тайно смогла заработать на их понижении. Флэшбек показывает события двухнедельной давности: Бобби дарит Тейлор 250 тыс. долл. за отчёт, которые она принимает. Флэшбек показывает события двухнедельной давности: Чак Роадс в обмен на освобождение просит Бойда сообщить Аксельроду об IJ, выбивает для Оливера Дейка пост прокурора Восточного округа и советует ему начать слежку за Axe Capital и участниками сговора. |            |                                                |                         | |                 |                     |
| 24 | 12         | «Мяч в руке» «Ball in Hand»                    | Райан Флек и Анна Боден | Брайан Коппельман, Дэвид Левин и Адам Р. Перлман                                                        | 7 мая 2017      | 1,019               |
| Оливер Дейк запрещает Роадсу участвовать в грядущем процессе против Axe Capital. Бойд выходит из тюрьмы и "отдаёт должок" Бобби, сообщая ему о грядущем аресте. В Axe Capital начинают уничтожать документацию, Акс назначает Тейлор директором по инвестициям для распродажи активов с минимальными потерями. Чак раскрывает адвокату и отцу истинную суть произошедшего с IJ. Оррин Бах безуспешно пытается договориться с Дейком об условиях ареста. Роадс-старший подписывает предложенные Чаком документы о самовольном использовании траста, после чего отказывается иметь дело с сыном и отдаёт снимки Венди с её бывшим клиентом. В тюрьме Бобби встречается с Роадсом и обещает не давать ему покоя, после чего выходит под залог. |            |                                                |                         | |                 |                     |

### Сезон 3 (2018)
| № общий | № в сезоне | Название                                               | Режиссёр       | Автор сценария                                                                  | Дата премьеры  | Зрители в США (млн) |
| --- | ---------- | ------------------------------------------------------ | -------------- | ------------------------------------------------------------------------------- | -------------- | ------------------- |
| 25 | 1          | «Ничья засчитывается раннеру» «Tie Goes to the Runner» | Колин Бакси    | Брайан Коппельман и Дэвид Левин                                                 | 25 марта 2018  | 0,928               |
| Генпрокурор США Вейлон Джефкоат встречается с Роадсем, где просит возбуждать дела в адрес верхушки с Уолл-Стрит лишь при очевидном преступлении. Ради имиджа своего фонда Бобби решает принять участие в званом ужине с главами десятью ведущих хэдж-фондов, для которых необходимо представить выгодную инвест-идею. Лара требует предоставить информацию о своих активах для их возможного перевода в фонд Бёрча. Полноценная работа Axe Capital возможна либо при частичной разморозке активов через шесть месяцев, либо более быстрое частичное высвобождение после отказа Аксельрода от лицензии на участие в торгах (что превратит фонд в семейный офис). Бухгалтерию фонда открывают для Лоры и Бёрча, хотя её супруг и критикует конкурента за мейнстримовую трейдерскую стратегию. Чарльз Роадс просит Дейка избежать попадание его супруги под суд по делу IJ, ради чего тот лишает подчинённого ему Коннерти доступа к участникам торгов акциями компании и данных о своём осведомителе. Чак встречается с Айрой, которому предлагает место в частном секторе в обмен на молчание о его роли в выкупе акций. Тейлор отказывается от предложения Кракова возглавить его фирму после трудоустройства в министерство финансиов. Роадс встречается с Фолли с просьбой выбрать другого кандидата на пост губернатора штата. Акс отказывается от лицензии и продолжает руководить фондом, в котором Лара таки оставляет свои активы. На званом ужине пришедшая вместо Бобби Тейлор рассказывает о производящей 85 % чипов для интернета вещей фирме Cortez. |            |                                                        |                |                                                                                 |                |                     |
| 26 | 2          | «Не та Мария Гонсалес» «The Wrong Maria Gonzalez»      | Ноа Эммерих    | Адам Р. Перлман                                                                 | 1 апреля 2018  | 0,839               |
| Бобби решает продолжить вести торговлю на бирже через подставных персон вроде Виктора Матео и Ионосферы. Судьёй по делу Axe Capital становится либертарианец Леонард Фант, Роадс советует коллегам добиться его замены. В Axe Capital реинвестированы 9 млрд. долл., оставшиеся 2 млрд. Бобби решает оставить для своих тайных инвестиций. Коннерти вместе со своей девушкой из ФБР находят косвенную взаимосвязь между отравившимися соком IJ и Аксельродом, домработница Матео Мария Гонсалес соглашается дать показания. Внезапное цунами в Бразилии обваливает котировки Axe Capital, из-за чего Бобби, не сумевший предупредить об этом коллег заранее, приезжает в офис. Люди Акса с помощью подлога добиваются выдворения ещё не успевшей дать показания Гонсалес из США, Джефкоат отказывает Дейку в помощи по этому делу. Трейдер Бен Ким находит способ возместить понесённый фондом ущерб. Чак встречается с Фантом и принуждает его к самоотводу, беспристрастность делу обещана Чаку его другом Адамом Деджулио в обмен на будущую услугу и назначение Карла Алерта помощником федерального прокурора. 2 млрд остаются в Axe Capital и передаются Тейлор для инвестиций во внешние фонды. |            |                                                        |                |                                                                                 |                |                     |
| 27 | 3          | «Опоздал на поколение» «A Generation Too Late»         | Колин Бакси    | Уэс Тейлор                                                                      | 8 апреля 2018  | 0,849               |
| Айра вынужден отложить свадьбу со своей возлюбленной Тайгой из-за нехватки средств. Аксельроды делят имущество пополам, при негативном исходе суда у Лары останется лишь 320 млн., которых будет явно недостаточно. Бобби встречается с главой профсоюза нью-йоркской полиции, предлагая инвестировать в подставных трейдеров, чью стратегию будет определять он сам. Решение Тейлор нанять количественных аналитиков (квантов) приводит к недовольству трейдеров и Вагнера. Джефкоат недоволен работой офиса Чака и требует возбудить дело против убившего тюремного надзирателя заключённого Хосе Луго. Айра решает подать гражданский иск против Axe Capital после окончания нынешнего судебного процесса (по аналогии с делом О. Джея Симпсона). Подробности по делу Луго свидетельствуют о процветании в тюрьме издевательств над заключёнными, Чак под угрозой слива этих данных в прессу принуждает дать главу учреждения правдивые показания, позволяющие положить дело в стол. Акс предлагает Ширмеру 30 млн. долл. за покупку Ионосферой акций IJ по завышенной цене в обмен на отказ от иска и дачу показаний против Роадса, а также за свой счёт предлагает выбрать обручальное кольцо. В ходе дачи показаний Коннерти и Дейку Айра раскрывает роль Роадсов в деле, что в будущем суде может сыграть на руку защите. По итогам беседы с Вагнером Тейлор решает воспитать квантов под своим руководством в самом фонде. Чак всё равно сливает данные, но генпрокурор требует возбудить дело, ставшее уже общенациональным, Роадс и Кейт Сэкер начинают работу над тактикой обвинения. Бобби договаривается с разорённым инвестором Майклом Пине: в его фонд инвестируется 1,010 млрд. долл. в криптовалюте, подчинённые напрямую Аксельроду. Глава профсоюза получает 1 млрд долл. в крипте. В ресторане Айра дарит Тайге кольцо.                                                                                |            |                                                        |                |                                                                                 |                |                     |
| 28 | 4          | «Чтоб всем так жить» «Hell of a Ride»                  | Джон Дал       | Рэндалл Грин                                                                    | 15 апреля 2018 | 0,722               |
| Чарльз Роадс старший приходит на дачу показаний Коннерти, обещающему иммунитет или пять лет тюрьмы за дачу в прошлом ложных показаний. Тремя днями ранее. Акс решает полностью избавиться от следов токсина из дела IJ. Дейк сообщает Чаку об интересе Коннерти к роли Роадсов в данном деле. Двумя днями ранее. На мероприятии благотворительный фонд World Aid венчурный инвестор Оскар Лангстраат просит Акса как члена правления поддержать перед советом директоров его проект о покупке производителя солнечных батарей Rayveon Solar (чью продукцию фонд использует в благотворительных целях в Африке), что позволит фонду самостоятельно обеспечивать свою деятельность (венчурная филантропия). Коннерти приходит к Чаку и Венди и предлагает им самим дать показания по делу IJ, так как ему об их роли уже всё известно. В ходе взрыва космического шатла "Мантикора" погибает глава компании Farpoint Крэйг Хайдекер, на шорте акций которой из-за неприятия бизнес-модели Тейлор удаётся хорошо заработать. Чак встречается с отцом и просит присмотреть за детьми, его отец не будет давать показания в пользу сына. На совете директоров Бобби яростно критикует идею и принижает сам совет директоров, который решает инвестировать 50 млн. долл. в RS и уволить Аксельрода. Кингсфорд неожиданно получает статус заповедника, что лишает Роадса-старшего заработка на открытии казино. Сейчас. Чарльз Роадс Старший даёт показания, в которых берёт всю вину на себя одного. Справившаяся с душевной неурядицей Тейлор покупает в память о Хайдекере как визионере часы той же марки, отличающиеся максимальной точностью. Axe Capital покупает пакет акций десяти разработчиков солнечных панелей, рассчитывая на будущий рост производства. Акс встречается с Оскаром и признаётся, что вёл себя так для преодоления консерватизма совета директоров и их нежелания менять нынешнее выгодное положение. |            |                                                        |                |                                                                                 |                |                     |
| 29 | 5          | «Изъян Звезды смерти» «Flaw in the Death Star»         | Мэтт Шекман    | Уилли Реал и Адам Р. Перлман                                                    | 22 апреля 2018 | 0,874               |
| Чак встречается с доктором Гилбертом, лечившим Донни Каана. Билл Стернз решает сыграть с помощью инсайда на понижение акций Mendali Pharmasioooc, чему мешает директор по контролю рисков Axe capital Ари Пирос. Чак признаётся Коннерти: он намеренно выпустил Лоуренса Бойда из тюрьмы, чтобы тот заманил Аксельрода в ловушку. Акс пытается просчитать: мог ли помогший с токсином для IJ Гилберт попытаться пойти на сделку с федералами и не уничтожить образец? Бойд соглашается дать показания против менеджеров Spartan Ives в обмен на возврат паспорта и яхты. Коннерти лично встречается с Бойдом, чьи показания по SI не дали ничего, чтобы узнать детали по роли Роадсов в деле IJ. Но тот отказывается помогать и покидает США по условиям сделки. Конфликт Стернза и Спироса оканчивается победой последнего, но после работы Билл крушит своим джипом спортивную машину соперника. На встрече с Бобби Гилберт просит за молчание 200 млн. долл., что окончательно убеждает Аксельрода в его предательстве на основе имеющихся данных о его аскетизме и идеализме. Во флешбеке Чак предлагает Гилберту иммунитет и не участие в грядущем суде в обмен на образец токсина. |            |                                                        |                |                                                                                 |                |                     |
| 30 | 6          | «Третья овсянка» «The Third Ortolan»                   | Джон Дал       | Элис О'Нилл                                                                     | 29 апреля 2018 | 0,773               |
| Акс продолжает поиски токсина. Бах предлагает ходатайствовать о прекращении дела в связи с отсутствием доказательств против Аксельрода. Оскар присылает Тейлор цветы. Благодаря участию Спироса всплывают подробности участия Венди в деле IJ. Независимо друг от друга Чак и Аксельрод продумывают, как защитить Венди. Коннерти предлагает Чаку и Венди дать показания, таким образом обеспечив свободу одного из супругов. Вагз устраивает для Акса "тайную вечерю". Венди сводит за одним столом Чака и Акса для проведения переговоров. |            |                                                        |                |                                                                                 |                |                     |
| 31 | 7          | «Задержитесь, мистер Дейк» «Not You, Mr. Dake»         | Майкл Моррис   | Брайан Коппельман и Дэвид Левин                                                 | 6 мая 2018     | 0,984               |
| Флешбек: Чак говорит с Гилбертом, после чего к нему в дом врывается ФБР и арестовывает его. В суде Коннерти предоставляет свидетельства о причастности семьи Роадс к делу Axe Capital. Сейчас всё зависит от показаний Мифи. Тейлор обеспокоена происходящим в офисе и врывается в кабинет к Венди, чтобы удостовериться, что она будет вести себя этично по отношению к Мифи. Решив сыграть на чувствах Мифи, Венди приходит к нему и уговаривает не свидетельствовать против неё. В дело также вмешивается "старый друг" Акса. В суде Коннерти от своей коллеги из ФБР получает информацию о том, что Мифи дал показания в пользу Венди. Коннерти, Чак и Дейк встречаются с генеральным прокурором. После встречи Коннерти вынужден отозвать иск против Axe Capital и вернуться в прокуратуру южного округа, Чак получает полномочия открыть дело против Гилберта, Дейк уволен. Коннерти затаил обиду против Чака и не собирается сдаваться. Гилберт соглашается на сделку, после во флешбеке показано, как подручный Чака подбрасывает в холодильник Гилберту токсин. Мифи получает от Акса миллион долларов в биткоинах, и неожиданную благодарность от Венди. Финальная сцена показывает, как герои празднуют победу. |            |                                                        |                |                                                                                 |                |                     |
| 32 | 8          | «Настоящие Уилбери» «All the Wilburys»                 | Майк Биндер    | Сюжет: Рэндалл Грин и Элис О'Нилл Телесценарий: Брайан Коппельман и Дэвид Левин | 13 мая 2018    | 0,965               |
| Венди и Чак приходят в закрытый клуб, где их встречают Чарльз Роадс Старший и Джек Фолли, таким образом намекая на то, что Чак теперь зависим от Фолли и будет делать то, что тот скажет. Чак должен собрать дома званный ужин и публично покинуть должность прокурора для участия в выборах на пост губернатора. Кроме того, он должен встретиться с Бобом Суини и устранить конфликт. Акс получает от Кракова инсайд по поводу изменений законодательных норм в газовой промышленности. Он возвращается в Axe Capital, увольняет Спироса и избавляется от всех инвестиций Тейлор. В офис приходит Лара, которая недовольна тем, что Акс берёт комиссию за управление её долей в Axe Capital. Они ссорятся на глазах у сына, тот заходит в кабинет к Венди. Чак со скандалом увольняет Коннерти. Спирос предлагает Доллару Биллу новую инвестиционную стратегию, основанную на его предыдущей работе в КЦБ. Тем временем Чак инициирует расследование в адрес Фолли и берёт его с поличным на торговле некачественным аллюминием для гос.заказов. Тейлор требует у Акса 1 млрд. долларов собственных активов в единоличное распоряжение, Акс соглашается, но в итоге даёт только четверть обещанной суммы. Чак встречается с судьей Адамом Де Джулио, который просит Чака отказаться от губернаторского поста и остаться прокурором, взамен на ранее оказанную услугу. Чак планирует отказаться, но вмешивается Венди. Бобби предлагает существенную скидку на комиссию для Лары в обмен на отказ вывода средств из Axe Capital и переезда вместе с детьми в течение 7 лет, Лара соглашается. Чак публично заявляет, что окажет поддержку Бобу Суини во время избирательной кампании на должность губернатора. Финальные кадры показывают, как Венди приходит в гостиничный номер к Чарльзу Роадсу Старшему и рассказывает, что именно она отговорила Чака быть губернатором.                                              |            |                                                        |                |                                                                                 |                |                     |
| 33 | 9          | «Ледокол» «Icebreaker»                                 | Стейси Пассон  | Адам Р. Перлман и Уилли Реал                                                    | 20 мая 2018    | 0,952               |
| Аксельрод в поисках инвестиций для перезапуска Axe Capital обращается в Spartan-Ives, однако те отказываются найти 20 млрд в короткий срок. Акс вынужден обратиться к русскому миллиардеру с темным прошлым - Григорию Андолову. Тейлор безуспешно пытается саботировать инвестиции Андолова, предлагая его юристам стратегию социальной ответственности. В это время Сэкер готовится к суду над Хосе Луго, но перед заседанием узнает, что его убили конвоиры по дороге в зал суда. Коннерти успешно проходит собеседование в ФБР. Акс, с помощью Кракова, уговаривает Андолова вложить деньги в Axe Capital. Недовольная этим решением Тейлор собирает старую команду и возобновляет работу над алгоритмом прогнозирования. Венди продаёт свою Мазератти, и Акс узнаёт, что она пожертвовала сразу после продажи 250 т. долларов в благотворительный фонд. Сэкер и Роадс пытаются убедить Джефкоата начать расследование убийства Хосе Луго, однако тот довольно грубо отказывает. Венди и Чак принимают решение устранить Джефкоата. |            |                                                        |                |                                                                                 |                |                     |
| 34 | 10         | «Искупление» «Redemption»                              | Джейк Полонски | Брайан Коппельман, Дэвид Левин и Мэтт Феннелл                                   | 27 мая 2018    | 0,775               |
| 35 | 11         | «Компенсо» «Kompenso»                                  | Джессика Ю     | Адам Р. Перлман                                                                 | 3 июня 2018    | 0,900               |
| 36 | 12         | «Счёт Элмсли» «Elmsley Count»                          | Колин Бакси    | Брайан Коппельман и Дэвид Левин                                                 | 10 июня 2018   | 0,938               |

### Сезон 4 (2019)
| № общий | № в сезоне | Название                                                       | Режиссёр       | Автор сценария                             | Дата премьеры  | Зрители в США (млн) |
| ------- | ---------- | -------------------------------------------------------------- | -------------- | ------------------------------------------ | -------------- | ------------------- |
| 37      | 1          | «Величайшая игра Чаки Роадса» «Chucky Rhoades's Greatest Game» | Колин Бакси    | Брайан Коппельман и Дэвид Левин            | 17 марта 2019  | 0,843               |
| 38      | 2          | «Шаблон возбуждения» «Arousal Template»                        | Адам Бернштейн | Адам Р. Перлман                            | 24 марта 2019  | 0,790               |
| 39      | 3          | «Город куриц» «Chickentown»                                    | Нил Бёргер     | Ленор Зион                                 | 31 марта 2019  | 0,824               |
| 40      | 4          | «Окно Овертона» «Overton Window»                               | Клемент Вирго  | Брайан Коппельман и Дэвид Левин            | 7 апреля 2019  | 0,886               |
| 41      | 5          | «Правильная отправка» «A Proper Sendoff»                       | Мэттью Маклута | Майкл Расселл Ганн                         | 14 апреля 2019 | 0,751               |
| 42      | 6          | «Максимальная глубина отдыха» «Maximum Recreational Depth»     | Джессика Ю     | Адам Р. Перлман                            | 21 апреля 2019 | 0,680               |
| 43      | 7          | «Бесконечная игра» «Infinite Game»                             | Лори Коллье    | Брайан Коппельман и Дэвид Левин            | 28 апреля 2019 | 0,741               |
| 44      | 8          | «Ночь борьбы» «Fight Night»                                    | Колин Бакси    | Сюжет: Ленор Зион Телесценарий: Элис О'Нил | 5 мая 2019     | 0,761               |
| 45      | 9          | «Американский чемпион» «American Champion»                     | Наоми Герати   | Адам Р. Перлман                            | 12 мая 2019    | 0,678               |
| 46      | 10         | «Новый год» «New Year's Day»                                   | Адам Бернштейн | Брайан Коппельман и Дэвид Левин            | 26 мая 2019    | 0,729               |
| 47      | 11         | «Ламстер» «Lamster»                                            | Мэттью Маклута | Адам Р. Перлман                            | 02 июня 2019   | 0,782               |
| 48      | 12         | «Экстремальная песочница» «Extreme Sandbox»                    | Колин Бакси    | Брайан Коппельман и Дэвид Левин            | 09 июня 2019   | 0,793               |

### Сезон 5 (2020—2021)
| Часть 1 |    |                                               |                 |                                                                                  |                  |       |
| 49      | 1  | «Новый Decas» «The New Decas»                 | Мэтью Маклута   | Брайан Коппельман и Дэвид Левин                                                  | 3 мая 2020       | 0,610 |
| 50      | 2  | «Тест Криса Рока» «The Chris Rock Test»       | Ли Тамахори     | Адам Р. Перлман                                                                  | 10 мая 2020      | 0,633 |
| 51      | 3  | «Просьба, подкуп, травля» «Beg, Bribe, Bully» | Джон Дал        | Бен Мезрич                                                                       | 17 мая 2020      | 0,568 |
| 52      | 4  | «Зона возможностей» «Opportunity Zone»        | Лори Колье      | Брайан Коппельман, Дэвид Левин и Эмили Хорнсби                                   | 24 мая 2020      | 0,625 |
| 53      | 5  | «Договор» «Contract»                          | Адам Бернштейн  | Тео Трэверс                                                                      | 31 мая 2020      | 0,519 |
| 54      | 6  | «Скандинавская модель» «The Nordic Model»     | Шаз Беннетт     | Сюжет: Адам Р. Перлман и Стефани Микус Телесценарий: Адам Р. Перлман и Элай Этти | 7 июня 2020      | 0,647 |
| 55      | 7  | «Бесконечное дерьмо» «The Limitless Sh*t»     | Дэвид Костабайл | Брайан Коппельман, Дэвид Левин и Эмили Хорнсби                                   | 14 июня 2020     | 0,660 |
| Часть 2 |    |                                               |                 |                                                                                  |                  |       |
| 56      | 8  | «Копенгаген» «Copenhagen»                     | Мэтью Маклута   | Адам Р. Перлман                                                                  | 5 сентября 2021  | 0,192 |
| 57      | 9  | «Имплозия» «Implosion»                        | Нил Бёргер      | Бетт Шактер                                                                      | 12 сентября 2021 | 0,392 |
| 58      | 10 | «Свобода» «Liberty»                           | Нил Бёргер      | Брайан Коппельман, Дэвид Левин и Эмили Хорнсби                                   | 19 сентября 2021 | 0,318 |
| 59      | 11 | «Дым победы» «Victory Smoke»                  | Дэн Аттиас      | Адам Р. Перлман                                                                  | 26 сентября 2021 | 0,331 |
| 60      | 12 | «Нет пути домой» «No Direction Home»          | Дэн Аттиас      | Брайан Коппельман и Дэвид Левин                                                  | 3 октября 2021   | 0,394 |

### Сезон 6 (2022)
| № общий | № в сезоне | Название                                          | Режиссёр         | Автор сценария                                | Дата премьеры   | Зрители в США (млн) |
| ------- | ---------- | ------------------------------------------------- | ---------------- | --------------------------------------------- | --------------- | ------------------- |
| 61      | 1          | «Канонада» «Cannonade»                            | Джошуа Марстон   | Брайан Коппельман и Дэвид Левин               | 23 января 2022  | 0,321               |
| 62      | 2          | «Лживые глаза» «Lyin’ Eyes»                       | Джошуа Марстон   | Эмили Хорнсби                                 | 30 января 2022  | 0,330               |
| 63      | 3          | «ЗППП» «STD»                                      | Хлоя Домон       | Тео Треэверс                                  | 6 февраля 2022  | 0,315               |
| 64      | 4          | «Скорость сгорания» «Burn Rate»                   | Хлоя Домон       | Брайан Коппельман, Дэвид Левин и Лио Сигерсон | 13 февраля 2022 | 0,219               |
| 65      | 5          | «Скала Глаз» «Rock of Eye»                        | Тара Николь Вейр | Эли Атти                                      | 20 февраля 2022 | 0,374               |
| 66      | 6          | «Враг рода человеческого» «Hostis Humani Generis» | Тара Николь Вейр | Бет Шактер                                    | 27 февраля 2022 | 0,338               |
| 67      | 7          | «Шляпа Наполеона» «Napoleon’s Hat»                | Шаз Беннетт      | Эмили Хорнсби                                 | 6 марта 2022    | 0,374               |
| 68      | 8          | «Большой уродец» «The Big Ugly»                   | Сильвен Уайт     | Брайан Коппельман, Дэвид Левин и Лио Сигерсон | 13 марта 2022   | 0,326               |
| 69      | 9          | «Гинденбург» «Hindenburg»                         | Дэн Аттиас       | Тео Трэверс                                   | 20 марта 2022   | 0,310               |
| 70      | 10         | «Любимчик Джонни» «Johnny Favorite»               | Адам Бернштейн   | Бетт Шактер и Эмили Хорнсби                   | 27 марта 2022   | 0,300               |
| 71      | 11         | «Наследство» «Succession»                         | Даррен Грант     | Брайан Коппельман, Дэвид Левин и Эли Этти     | 3 апреля 2022   | 0,319               |
| 72      | 12         | «Холодильная камера» «Cold Storage»               | Адам Бернштейн   | Брайан Коппельман, Дэвид Левин и Бет Шактер   | 10 апреля 2022  | 0,322               |

### Сезон 7 (2023)
| № общий | № в сезоне | Название                                                                            | Режиссёр               | Автор сценария                              | Дата премьеры    | Зрители в США (млн) |
| ------- | ---------- | ----------------------------------------------------------------------------------- | ---------------------- | ------------------------------------------- | ---------------- | ------------------- |
| 73      | 1          | «Тауэр» «Tower of London»                                                           | Даррен Грант           | Брайан Коппельман и Дэвид Левин             | 13 августа 2023  | 0,226               |
| 74      | 2          | «Первовродный грех» «Original Sin»                                                  | Джон Дал               | Эмили Хорнсби                               | 20 августа 2023  | 0,186               |
| 75      | 3          | «Уинстон Дик Энерджи» «Winston Dick Energy»                                         | Даррен Грант           | Мэй Смит                                    | 27 августа 2023  | 0,234               |
| 76      | 4          | «Ураган Рози» «Hurricane Rosie»                                                     | Джон Дал               | Лио Сигерсон                                | 3 сентября 2023  | 0,205               |
| 77      | 5          | «Архипелаг Гулаг» «The Gulag Archipelago»                                           | Наоми Джерати          | Амаду Диалло                                | 10 сентября 2023 | 0,184               |
| 78      | 6          | «Человек в крапчатой футболке оливкового цвета» «The Man in the Olive Drab T-Shirt» | Шаз Беннетт            | Эли Атти                                    | 17 сентября 2023 | 0,275               |
| 79      | 7          | «Департамент транспортных средств» «DMV»                                            | Роуз Бет Джонсон-Браун | Брайан Коппельман и Дэвид Левин             | 24 сентября 2023 | 0,247               |
| 80      | 8          | «Сова» «The Owl»                                                                    | Дэниэл Грей Лонгино    | Аянна Ким Уайт                              | 1 октября 2023   | н/д                 |
| 81      | 9          | «Оптимальная теория игр» «Game Theory Optimal»                                      | Шаз Беннетт            | Бетт Шактер                                 | 8 октября 2023   | 0,201               |
| 82      | 10         | «Список врагов» «Enemies List»                                                      | Дэниэл Грей Лонгино    | Эли Атти                                    | 15 октября 2023  | 0,196               |
| 83      | 11         | «Axe Global» «Axe Global»                                                           | Сильвен Уайт           | Брайан Коппельман, Дэвид Левин и Бет Шактер | 22 октября 2023  | 0,249               |
| 84      | 12         | «Фонд «Адмиралы»» «Admirals Fund»                                                   | Нил Бёргер             | Брайан Коппельман, Дэвид Левин              | 29 октября 2023  | 0,251               |